# Justin Bijlow
Justin Bijlow (Roterdão, 22 de janeiro de 1998) é um futebolista profissional neerlandês que atua como goleiro. Atualmente, joga pelo Feyenoord e pela Seleção Neerlandesa.

## Carreira internacional
Foi convocado para a seleção principal dos Países Baixos em novembro de 2020, mas posteriormente teve que se retirar devido a uma lesão. Ele fez sua estreia pela seleção nacional em 1º de setembro de 2021, em um empate de 1 a 1 contra a Noruega durante as eliminatórias para a Copa do Mundo da FIFA de 2022. Em novembro de 2022, Louis van Gaal anunciou que Bijlow faria parte do elenco na Copa do Mundo FIFA de 2022.
| time nacional | Ano   | aplicativos | Metas |
| ------------- | ----- | ----------- | ----- |
| Holanda       | 2021  | 6           | 0     |
| Holanda       | 2023  | 2           | 0     |
| Total         | Total | 8           | 0     |

## Títulos
Feyenoord
- Campeonato Neerlandês: 2016–17, 2022–23
- Supercopa dos Países Baixos: 2017, 2018, 2024
- Copa dos Países Baixos: 2017–18, 2023–24